# Already Gone
«Alredy Gone» es el tercer sencillo del álbum All I Ever Wanted de la cantante estadounidense Kelly Clarkson. Fue coescrito por la propia kelly y Ryan Tedder el cual también fue productor del tema. El sencillo se ha hecho un gran éxito de la cantante, siendo la segunda canción más valorada del disco tras su primer sencillo.

## Promoción
La canción ha sido de las más aclamadas durante las presentaciones de Kelly, ha sido tocada en vivo en diferentes programas de radio Inglesas, así como en programas de TV de Estados Unidos como So You Think You Can Dance.
La canción debutó en la posición #70 del Billboard Hot 100, gracias a las ventas digitales tras el lanzamiento del álbum. Actualmente llegó a la posición #13
Este es un tema con toques de power ballad lo que hace ser considerado una de las mejores canciones del álbum y favoritas de los fanes.
Kelly afirmó en entrevistas a diversos medios como E!News, MTV News, y varias estaciones de radio tanto como inglesas como canadienses que este será el tercer sencillo del disco. Fue lanzado el 11 de agosto para las radios de Estados Unidos. Y consecuentemente en septiembre para Europa.

## Posiciones
En la semana de lanzamiento de "All I Ever Wanted", Already Gone hizo su debut en Estados Unidos y Canadá en las posiciones 70.
Después de su lanzamiento oficial en julio del 2009, la canción ha llegado a la posición #1 en Australia. En Nueva Zelanda entró en la posición #32 y está ahora en la posición #23. En Canadá, la canción debutó como sencillo en la posición #70 y ha llegado a la posición #15 y en Estados Unidos "Already Gone" debutó como sencillo en #89 y ahora está en la posición #13, convirtiéndose en otro éxito para Clarkson.
En MTV Estados Unidos la canción llegó al puesto número 1 por varios días en el programa diario los 10+.
Llegó a la posición #1 en el US Adult Pop songs (o Hot AC) por 8 semanas.

## Posicionamiento
| Listas (2007)                    | Posición más alta |
| -------------------------------- | ----------------- |
| Billboard Hot 100                | 13                |
| Billboard Pop 100                | 5                 |
| US Hot Adult Contemporary Charts | 3                 |
| US Hot AC                        | 1                 |
| US American Top 40               | 4                 |
| Canadian Hot 100                 | 15                |
| Australian ARIA Singles Chart    | 12                |
| New Zealand RIANZ Chart          | 23                |
| Dutch Singles Chart              | 78                |
| Brazil Hot 100                   | 52                |
| Indonesian Singles Chart         | 1                 |
| Sweden Singles Chart             | 26                |
| UK Singles Chart                 | 66                |
| Swiss Singles Chart              | 15                |
| Germany Singles Chart            | 23                |
| Austria Singles Chart            | 36                |
| Belgium Singles Chart (Flanders) | 15                |

Ventas:
- Estados Unidos: 1,700,000 - Certificación: N/A
- Australia: 35,000 - Certificación: Oro[1]
- Canadá: 80,000 - Certificación: Platino

## Video
Kelly Clarkson confirmó en una entrevista para E!News el 20 de junio que este será el Tercer sencillo del disco y agregó que ya rodó el video para este y fue dirigido por Joseph Kahn y también que este será un video "muy glamuroso" cosa que también dijo en entrevistas para Mtv News y a varias estaciones de radio canadienses, no anunció fecha de lanzamiento.Dos días antes el 20 de junio joseph reveló en el Twitter "Hoy rode un video para Kelly, ella me enloquece, de todos modos es una chica de Texas, es increíble".

## Controversia
La canción muestra una gran similitud con el tema Halo de la cantante Beyoncé, cosa que causó gran conmoción entre los fanes de Kelly, mostrándose algo confundidos e incluso agredidos con información difundida en internet la cual acusaba la canción de plagio, cosa que fue desmentida luego por el mismo Ryan admitiendo que ambos temas habían sido escritos y producidos por en las cuales siguió la misma línea y estilo, aparte se argumentó que Kelly Clarkson grabó el tema antes que Beyonce pero que esta salió a la luz después.
A pesar de la controversia, la canción ha recibido buena respuesta de los fanes y de los críticos de música, siendo una de las canciones favoritas del álbum.

## Versiones
- Main Edit
- Radio Edit
- Video Edit
- Bimbo Jones Club Remix
- Bimbo Jones Radio Remix
- Stonebridge Remix (Unreleased)
- Mashup